# Si tú la ves
«Si tú la ves» es una canción del exponente estadounidense de reguetón Nicky Jam con Wisin. Fue publicado el 28 de julio de 2017 bajo el sello La Industria Inc y distribuido por Sony Music Latin como sencillo del álbum de estudio del cantante titulado Fénix.

## Video conceptual
El 10 de febrero de 2017, Nicky Jam lanzó un video conceptual de "Si Tú la Ves" en su cuenta de YouTube. El video conceptual muestra a Nicky Jam sentado en una habitación oscura comiendo helado y yogur, viendo su último proyecto visual para la canción. Hasta ahora se ha visto más de 200 millones de veces.

## Vídeo musical
El video musical de "Si Tú la Ves" se estrenó el 28 de julio de 2017 en la cuenta de YouTube de Nicky Jam. Fue dirigida por JP Valencia de 36 Grados y filmada en Quito, Ecuador. El video musical logró alcanzar más de 400 millones de visitas en Youtube.

## Posicionamiento
| Lista (2017)                          | Mejor posición |
| ------------------------------------- | -------------- |
| Bolivia (Monitor Latino)              | 10             |
| Colombia (National-Report)            | 9              |
| Honduras (National-Report)            | 7              |
| Paraguay (Monitor Latino)             | 12             |
| Estados Unidos (Hot Latin Songs)      | 18             |
| Estados Unidos (Latin Airplay)        | 17             |
| Estados Unidos (Latin Rhythm Airplay) | 11             |
| Venezuela (National-Report)           | 41             |

## Certificaciones
| País   | Organismocertificador | Certificación | Ventas certificadas | Ref    |
| ------ | --------------------- | ------------- | ------------------- | ------ |
| España | PROMUSICAE            | Platino       | 40 000              | [ 13 ] |
| Italia | FIMI                  | Oro           | 25 000              | [ 14 ] |